# Diogmites jalapensis
Diogmites jalapensis är en tvåvingeart som beskrevs av Luigi Bellardi 1861. Diogmites jalapensis ingår i släktet Diogmites och familjen rovflugor. Inga underarter finns listade i Catalogue of Life.